# Hochstraße (Frankfurt am Main)
Die Hochstraße in Frankfurt am Main ist Teil des inneren Anlagenrings von Frankfurt südlich der Bockenheimer Anlage und verbindet den Opernplatz sowie die westlichen Enden der Freßgass und der Goethestraße mit dem Eschenheimer Tor. Die Straße bildet die direkte Fortsetzung der Neuen Mainzer Straße nördlich des Opernplatzes. In der Hochstraße gibt es mehrere denkmalgeschützte Gebäude, darunter klassizistische, gründerzeitliche und Gebäude aus der Zeit des Wiederaufbaus in den 1950er-Jahren. Die größten und auffälligsten Gebäude sind das 2016 eröffnete Sofitel Frankfurt Opera und das 1998 eröffnete Hilton-Hotel Frankfurt City Centre. Neben den beiden Hotels gibt es kleinere Geschäfte, Restaurants und Cafés, Büros und Wohnungen.

## Geschichte

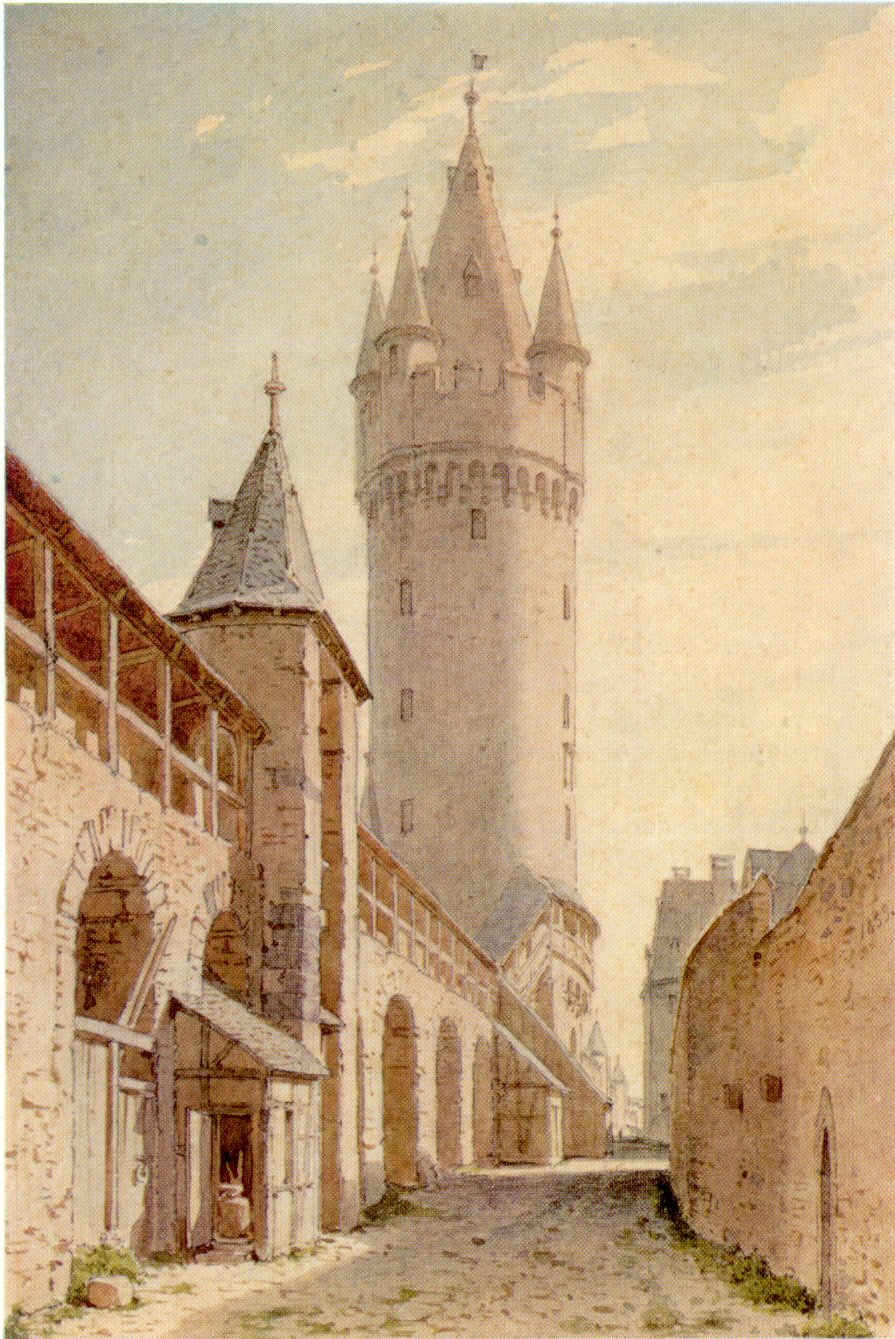
Stadtmauer und Zwinger im Bereich der heutigen Hochstraße, Zustand um 1790

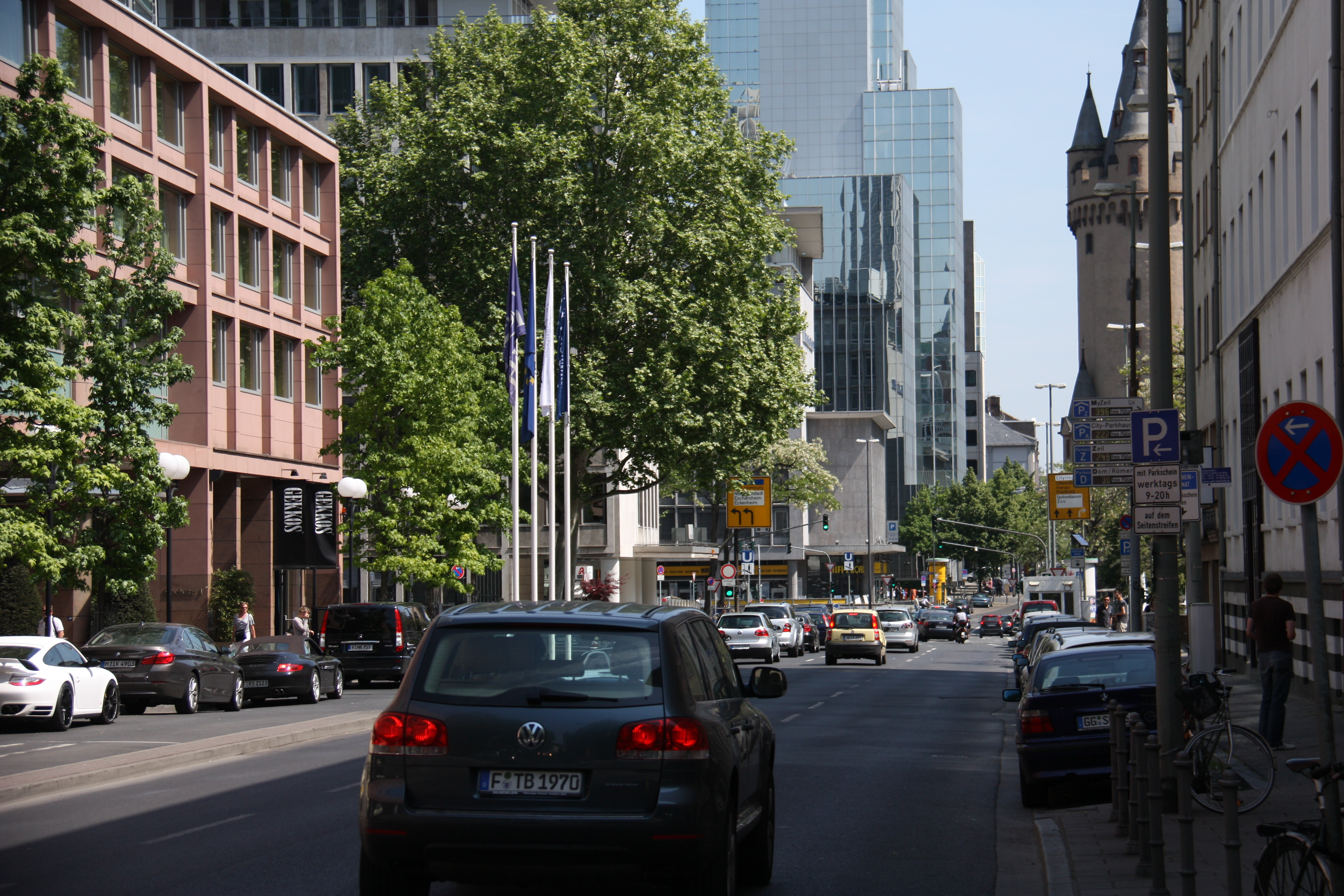
Heutiger Zustand

Die Hochstraße wurde Anfang des 19. Jahrhunderts als Teil des Frankfurter Anlagenrings auf dem Gelände der Frankfurter Stadtbefestigung zwischen dem Eschenheimer Tor und dem ehemaligen Bockenheimer Tor angelegt. Sie verläuft entlang der inneren Stadtmauer aus dem 15. Jahrhundert. Zu beiden Seiten der sechs bis acht Meter hohen und 2,5 bis drei Meter starke Bruchsteinmauer befanden sich etwa drei bis vier Meter breite Zwinger. Ab 1632 wurde der Mauer eine etwa 45 Meter breite Festungsanlage nach niederländischem Vorbild vorgelagert. Zwischen Eschenheimer und Bockenheimer Tor entstanden zwei fünfeckige Bastionen, das Bockenheimer Bollwerk und das Bauernbollwerk. Nach dem Ende der Freien Reichsstadt 1806 ließ Fürstprimas Karl Theodor von Dalberg die Befestigungen abtragen und an ihrer Stelle einen inneren und äußeren Straßenring um die Stadt anlegen. Zwischen den beiden Ringstraßen gestaltete Stadtgärtner Sebastian Rinz einen Landschaftsgarten im englischen Stil, die Wallanlagen. Der Eschenheimer Turm sollte 1806 ebenfalls abgerissen werden, jedoch bewirkte ein Einspruch des französischen Gesandten Comte d'Hédouville seinen Erhalt.
Die Hochstraße, ursprünglich Hohe Straße, erhielt ihren Namen, weil der innere Anlagenring im Bereich der Bockenheimer Anlage einige Meter über dem äußeren liegt und der Höhenunterschied beim Abbruch der Befestigungen nicht ausgeglichen, sondern in den Landschaftspark einbezogen wurde. Für die Bebauung galt eine strenge, 1809 von Stadtbaumeister Johann Georg Christian Hess erlassene Bausatzung, die unter anderem den klassizistischen Baustil verbindlich vorschrieb. Unter den nach dieser Satzung errichteten Bauwerken sind zwei erhalten: Hochstraße 27 und 33. Die Hochstraße entwickelte sich bald zu einer bevorzugten Wohn- und Geschäftslage am Rande der Innenstadt. Das Grundstück Hochstraße 10–22 erwarb der Verleger Marcus Johann Nebbien, der hier ein Wohnhaus errichten ließ. Das zugehörige Gartenhaus ist noch erhalten.
1873 bis 1880 wurde das Opernhaus am Bockenheimer Tor erbaut, das dadurch zum Opernplatz wurde. Danach entstand 1881 bis 1887 auch ein Block gründerzeitlicher Wohn- und Geschäftshäuser zwischen Opernplatz und Hochstraße.
Ein großer Teil der Gebäude an der Südseite ging durch die Luftangriffe auf Frankfurt am Main im Zweiten Weltkrieg verloren. Sie wurden in den 1950er- und 1960er-Jahren durch größtenteils unauffällige Geschäftshäuser ersetzt. Auf dem Grundstück Hochstraße 42–46 errichteten die Stadtwerke Frankfurt 1963 eine Energiezentrale mit einem Umspannwerk zur Versorgung des Bankenviertels und einem Gleichrichterunterwerk für die Straßenbahn Frankfurt am Main. Das Umspannwerk war über zwei 110-kV-Doppelkabel mit dem Kraftwerk Gutleutstraße und dem Umspannwerk Berger Warte verbunden. 2008 bis 2011 verlegte die Mainova das Umspannwerk in ein 17 Meter tiefes unterirdisches Bauwerk, um oberirdisch Platz für den Neubau eines Luxushotels und eines Wohnhauses zu schaffen. Das Hotel wurde im September 2016 eröffnet.

## Kulturdenkmäler
Die Hausnummern der Hochstraße laufen, wie in Frankfurt üblich, mainabwärts vom Eschenheimer Tor zum Opernplatz, also entgegen der heutigen Fahrtrichtung der Einbahnstraße.
Der Gebäudekomplex der Landwirtschaftlichen Rentenbank (Hochstraße 2) besteht aus einem achtgeschossigen Hochhaus mit Flugdach, das im rechten Winkel zur Hochstraße steht, sowie einem angeschlossenen fünfgeschossigen Quertrakt entlang der Straße. Er entstand 1945 bis 1956 nach einem preisgekrönten Entwurf von Rudolf Letocha und William Rohrer.
Westlich davon lag das 1960 eröffnete Stadtbad Mitte. 1995 verkaufte die Stadt das sanierungsbedürftige Schwimmbad an die Hilton-Gruppe, die den Verwaltungstrakt abriss und stattdessen ein Hotelhochhaus errichtete. Die denkmalgeschützte Schwimmhalle blieb erhalten und wurde in den Neubau integriert.
Gegenüber an der Einmündung der Börsenstraße liegt das um 1810 errichtete Haus Hochstraße 27. Es handelt sich um ein zweigeschossiges Eckhaus mit Fassaden zur Hochstraße und zur Börsenstraße. Es wurde 2010 bis 2014 restauriert, wobei sich herausstellte, dass im Inneren noch beachtliche Teile der klassizistischen Bausubstanz erhalten sind.
Das Haus Hochstraße 33 ist der ehemalige Sitz der Stempel- und Schilderfabrik A. Mosthaf. Das klassizistische Mietshaus wurde 1828 erbaut. Das ursprüngliche Dachgeschoß wurde im Zweiten Weltkrieg beschädigt und nur teilweise wiederhergestellt. 2014 erfolgte eine grundlegende Renovierung mit der Aufstockung um ein neues vollständiges Dachgeschoß.
Am südwestlichen Ende der Hochstraße liegen mehrere gründerzeitliche Gebäude. Hochstraße 48 ist ein viergeschossiges Mietshaus von 1887 in Mischformen aus Neorenaissance und -barock. Hochstraße 50 ist ein dreigeschossiges Wohnhaus der Neorenaissance von 1882. Das benachbarte Haus Hochstraße 52 stammt von 1882. Das Eckhaus Hochstraße 56 bildet ein Doppelhaus mit dem Haus Opernplatz 6. Es wurde 1881 von Franz Jakob Schmidt erbaut.